# Gürdal Duyar
Gürdal Duyar (Istanbul, 20 d'agost, 1935 – idem. 18 d'abril, 2004), va ser un escultor turc. És conegut pels seus monuments d'Atatürk, així com pels busts d'altres figures acolorides.
Va néixer l'any 1935 a Istanbul. Després d'acabar la seva educació secundària a l'escola İstanbul Haydarpaşa, va començar a assistir a classes de secundària a l'Acadèmia Estatal de Belles Arts d'Istanbul (İDGSA) al departament d'escultura. A l'acadèmia va treballar primer amb l'escultor alemany Rudolf Belling i més tard a l'estudi d'Ali Hadi Bara. Es va graduar el 1959 i a partir d'aleshores va continuar com a freelance.
Després de graduar-se va passar una estona a França, Bèlgica i Suïssa on va treballar en escultura i va estudiar arquitectura, treballant amb l'escultor Leon Perrain va desenvolupar les seves habilitats per treballar la pedra.
L'any 1962 va fer un bust d'Atatürk d'1,50 metres com va demanar el municipi de Düzce. El 1973 va ser un dels 20 escultors seleccionats per crear escultures que s'aixecaran a Istanbul amb motiu del 50è aniversari de la fundació de la República Turca. L'escultura "Güzel İstanbul" que va fer per a la plaça Karaköy va ser considerada indecent pels polítics de l'època i va provocar cert debat. Es va traslladar al parc Yıldız.
El 18 d'abril de 2004 va morir d'un càncer de pulmó. El seu funeral va ser al cementiri de Zincirlikuyu.